# Louis Ehlers, en mand, en samling, et liv
|  | Denne artikel er oprettet af botten Steenthbot ud fra en ekstern database. Den kan derfor have sproglige fejl eller mangler. Denne skabelon kan fjernes efter kontrol af indholdet. |

Louis Ehlers, en mand, en samling, et liv er en dansk dokumentarfilm fra 1993 instrueret af Thomas Kold og Annette Grastrup efter deres manuskript.

## Handling
Et dokumentaristisk program om en mands livsværk og livet han har levet omkring denne proces.